# Livingston (Szkocja)
Livingston (gael. Baile Dhùn Lèibhe) – miasto w środkowej Szkocji, ośrodek administracyjny jednostki administracyjnej (council area) West Lothian, położone nad rzeką Almond. W 2011 roku liczyło 56 269 mieszkańców.
Miasto leży przy autostradzie M8 między Glasgow (30 mil) a Edynburgiem (10 mil). Przez miasto przebiega również droga A71 oraz A899. Livingston graniczy z innymi miastami: Bathgate, Broxburn, Mid Calder, Polbeth i Pumpherston, tworząc razem aglomerację z ponad 100 tysiącami mieszkańców.  Miasto zostało założone w latach 60. XX wieku, należy do tzw. „new towns”. Livingston jest największym miastem regionu Lothian po Edynburgu. Dzielnice miasta to: Almondvale, Craighshill, Carmondean, Deans, Howden, Lady Well, Eliburn i Murieston.

## Gospodarka
Livingston jest typowym miastem przemysłowym. Do największych zakładów pracy można zaliczyć: centrum logistyczne Tesco, call center British Sky Broadcasting, National Health Service, ShinEtsu, magazyny Lidl. W mieście najbardziej rozwinął się przemysł elektroniczny, spożywczy i usługowy.

## Handel
W samym centrum miasta znajdują się następujące centra handlowe: Almondvale Shopping Centre oraz Designer Outlet Centre zawierające około 200 sklepów. W centrum znajdziemy: hipermarket Asda, Morrisons, B&Q, Homebase, Argos, Currys, Halfords, Aldi, Lidl, Matalan. Centrum Livingston jest jednym z największych centrów handlowych w Szkocji. W centrum miasta znajduje się również 8 salowy multiplex VUE, kasyno oraz puby i restauracje.

## Transport
Między dwoma największymi centrami handlowymi znajduje się dworzec autobusowy z 8 stanowiskami, z których można się dostać się do wszystkich dzielnic miasta oraz innych miast West Lothian. Autobusy kursują również do Edynburga, Glasgow, Falkirk i Stirling. Komunikację miejską obsługują: First Group, E&M Horsburgh oraz Lothian Country Buses. W mieście znajdują się dwie stacje kolejowe: Livingsto North (trasa Bathgate-Edynburg) oraz Livingston South (trasa Glasgow-Edynburg). 15 kilometrów na wschód od miasta znajduje się międzynarodowy port lotniczy Edynburg.

## Sport
W mieście znajduje się pierwszoligowy klub piłkarski FC Livingston.
W dzielnicy Deer Park znajdują się pola golfowe.